# Општина Калинешти (Арђеш)
Калинешти (рум. Călineşti) општина је у Румунији у округу Арђеш.
Oпштина се налази на надморској висини од 377 m.